# Stephen Jordan (piłkarz)
Stephen Robert Jordan (ur. 6 marca 1982 w Warrington) – angielski piłkarz występujący na pozycji obrońcy w Fleetwood Town. 

## Kariera
Jordan jest wychowankiem Manchesteru City, któremu kibicował jako dziecko. Do pierwszego zespołu włączony został w 2000 roku. 5 października 2002 roku został wypożyczony do Cambridge United. Zadebiutował tam tego samego dnia w meczu z Wrexham. Łącznie do 5 stycznia 2003 roku w Cambridge rozegrał 11 meczów ligowych.
Po powrocie do zespołu, 5 kwietnia 2003 roku w meczu Premier League z Boltonem Wanderers Jordan zadebiutował w Manchesterze City. W sezonie 2003/2004 nie rozegrał ani jednego meczu. 25 czerwca 2004 roku, po zainteresowaniu ze strony Peterborough United, Jordan przedłużył swój kontrakt z klubem o 12 miesięcy.
W sezonie 2004/2005 rozegrał 19 ligowych meczów. 29 maja 2005 roku przedłużył swoją umowę z Manchesterem City o dwa lata. W następnym sezonie doznał kontuzji kostki i zagrał w 18 meczach swojego zespołu, zaś 2006/2007 w 13.
W maju 2007 roku, opuścił Manchester po wygaśnięciu kontraktu. 16 lipca podpisał trzyletni kontrakt z Burnley. W nowym zespole zadebiutował 11 sierpnia w spotkaniu ligowym z West Bromwich Albion. W całym sezonie rozegrał 21 meczów. Rok później rozegrał 27 meczów w Football League Championship i wraz ze swoim zespołem awansował do Premier League. W sezonie 2009/2010 rozegrał 25 meczów w lidze, a po zakończeniu rozgrywek opuścił Burnley. W zespole tym rozegrał 83 mecze.
W 2010 roku Jordan został piłkarzem Sheffield United.